# Moșnița Nouă
Moșnița Nouă é uma comuna romena localizada no distrito de Timiș, na região histórica do Banato (parte da Transilvânia). A comuna possui uma área de 66.37 km² e sua população era de 6203 habitantes segundo o censo de 2011.

## População
| 2002 | 2011 |
| 4298 | 6203 |